# 伊賀朝光
伊賀 朝光（いが ともみつ）は、平安時代末期から鎌倉時代前期にかけての武将・御家人・吏僚。伊賀氏の祖。

## 略歴
藤原北家藤原秀郷流の藤原光郷の子として誕生。蔵人所に代々使えた下級官人の出身だった。母は源頼朝の政所別当源邦業の娘である。
朝光は頼朝に従い、文治5年（1189年）には奥州合戦に参加。建久元年（1190年）11月の頼朝の上洛にも供奉している。正治年間（1199年-1201年）に左衛門少尉に任じられた。建仁3年（1203年）の比企能員の変では北条政子の命で比企氏攻撃軍に加わる。
娘・伊賀の方を後室に迎えた北条義時が鎌倉幕府の2代執権となった事から、朝光やその子らは義時の外戚として活躍した。建永元年（1206年）に検非違使となり、翌建永2年（1207年）に叙爵。承元4年（1210年）3月に伊賀守に任じられ、それ以降は伊賀氏を称した。建暦2年（1212年）12月、従五位上に叙す。建保元年（1213年）の和田義盛の乱では恩賞として常陸国佐都を賜っている。建保3年（1215年）9月14日に朝光が死去し、翌日に舅である二階堂行政の家の後山に埋葬された際には、義時も参列している。
建保5年（1217年）2月10日には未亡人となった妻（行政の娘）が京で死去している。長男・光季は承久3年（1221年）の承久の乱で京方の襲撃を受けて自害し、三男・光資は貞応3年（1224年）3月23日に脚気のため死去。次男・光宗、四男・朝行、五男・光重と伊賀の方は貞応3年（1224年）6月の伊賀氏事件で流罪となるが、嘉禄元年（1225年）の北条政子の死後間もなく幕政への復帰を許された。